# Also Sprach Zarathustra (2001)/Spirit of Summer
Also Sprach Zarathustra (2001)/Spirit of Summer è il primo singolo del musicista brasiliano Eumir Deodato, pubblicato dalla CTI del 1973. Entrambi i brani sono estratti dall'album Prelude.

## I brani

### Also Sprach Zarathustra (2001)
Also Sprach Zarathustra (2001), presente sul lato A del disco, è la versione jazz-funk dell'omonimo poema sinfonico del compositore tedesco Richard Strauss; addirittura la versione sul singolo, rispetto a quella dell'album, presenta una durata assai più ridotta.

### Spirt of Summer
Spirit of Summer, presente sul lato B del disco, è il brano composto da Eumir Deodato.

## Tracce
LATO A
1. Also Sprach Zarathustra (2001) – 5:06 (musica: Richard Strauss – arr.: Eumir Deodato; edizioni musicali Three Brothers Music, Inc.)

LATO B
1. Spirit of Summer – 4:04 (musica: Eumir Deodato; edizioni musicali Kenya Music)